# 堀川とんこう
堀川 とんこう（ほりかわ とんこう、本名・堀川 敦厚（ほりかわ あつたか）。1937年5月24日 - 2020年3月28日）は、日本のテレビドラマのプロデューサー・演出家ならびに映画監督である。群馬県吾妻郡中之条町出身。妻は脚本家、ノンフィクション作家の高木凛。

## 来歴
群馬県吾妻郡の中之条町立中之条中学校から群馬県立高崎高等学校に進学。その後、東京大学に入学し文学部英文科へ進む。また、第84代内閣総理大臣の小渕恵三とは小、中学校時代同級生で幼馴染であった。中之条を離れ大学は違ったが、学生時代は山手線の中で時の話題や文学を語り合った。友としての親交は小渕が亡くなるまで続いていた。
東京大学に在学中、小説『砂の投影』で、「銀杏並木文学賞」を受賞。作品は、その学友会発刊の雑誌『学園』に掲載された。その後も『駒場文学』（10号、11号）や『新思潮』（創刊号、4号）などに堀川敦厚名で小説を発表する一方、ジャーナリストを目指し東大新聞研究所にも通っていた。大学卒業後は、1961年4月TBSに入社。当初は報道志望であったが、ドラマ部門に配属されドラマ一筋の人生を歩んだ。アシスタントディレクターを皮切りにディレクター・演出家となり、プロデューサーとしても活動。後輩の八木康夫プロデューサーは、「プロデューサーとディレクターは全く違う職能で、向き不向きがある。大山勝美さんや堀川さんはどっちもできたからすごい』（民放2020年07月p50）と評する。堀川はテレビドラマの世界で、自ら企画し、演出するという、他局では実現しにくい方法を手にし、「社会と人間」を鋭く、深く描き続けた。
1977年には山田太一の新聞連載『岸辺のアルバム』にプロデューサーとしてドラマ化に参画。テーマ曲、ジャニス・イアンの『Will You Dance?』は日本のテレビドラマで初めて洋楽を採用。タイトルバックの多摩川決壊のシーンや最終回等数本を演出した。TBSにて毎週金曜日（6月24日から9月30日）午後10時から全15回で放送された。
1980年から90年代にかけて各局で盛んに作成されたサスペンスを中心とした2時間ドラマ枠では、企画・演出・編集まですべてひとりで担う意欲的な作品を作り続けた。妻殺しの新聞記事からヒントを得てドラマ化され、竹下景子がソープランド嬢を演じた異色作のモモ子シリーズ（脚本市川森一）1作目『十二年間の嘘～乳と蜜の流れる地よ～』は、文化庁芸術祭優秀賞を受賞。モモ子シリーズ2作目の『聖母モモ子の受難』他で、芸術選奨新人賞を受賞した。モモ子シリーズはその後15年間にわたり、市民社会の欺瞞や偽善を鋭く風刺し、8作制作された。
1991年、松本清張の作家活動40周年を記念する競作シリーズが民放4局により企画された。堀川は初映像化となる『西郷札』（脚本金子成人）をプロデュースし、文化庁芸術作品賞を受賞した。1993年には清張の芥川賞受賞作『或る「小倉日記伝」』（脚本金子成人）で、日本民間放送連盟賞最優秀賞受賞。94年には清張の私小説的な短編から膨大な執筆の原風景に迫る『父系の指』（脚本高木凛）でギャラクシー大賞受賞。清張の純文学的作品の映像化に挑んだ堀川の清張3部作は高く評価された。また、黒井千次原作「袋の男」を『恋人たちのいた場所』、池澤夏樹の芥川賞受賞作『スティルライフ』、上野瞭原作『アリスの穴の中で』を『父さんが子供を産むことになった理由』とタイトルして、企画・演出。次々と異色作に挑んだ。
1992年、戦後、洋食器製造でにぎわった燕市を舞台に、アメリカに追いつき追い越そうと生きた人々の愛と野望を描いた『ジャック・アンド・ベティ物語』（脚本今野勉）は構想から企画が実現するまで14年という時がかかった。八木康夫は、「制作者として見習うべき情熱」と敬意を抱く（民放 2020.7 p50）。『ジャック・アンド・ベティ物語』は大型特別企画として前後編に分けて放映された。1996年には、離婚した両親と東京で夢を追う３姉妹の家族の再生を描いた３時間ドラマ『東京卒業』（脚本竹山洋）を企画演出した（第34回ギャラクシー賞優秀賞受賞）。
退職後の2001年、なかにし礼の直木賞受賞作『長崎ぶらぶら節』（テレビ朝日）演出。また同年、吉永小百合主演『千年の恋 ひかる源氏物語』（東映配給）で初めての映画監督に挑戦。。堀川の映画監督作品はこの1本にとどまった。
2005年、WOWOW戦後60年特別企画　山田洋次原作・脚本、上川隆也、マコ岩松主演『祖国』、演出。（第60回芸術祭優秀賞受賞など）
2007年、テレビ東京2夜連続スペシャルドラマ、上戸彩主演『李香蘭』演出。
2009年、松本清張・『一応の推定』脚本竹山洋（ATPグランプリ2010優秀賞）。
2010年、BS-TBS開局10周年記念ドラマ・松本清張特別企画市原悦子・夏川結衣主演『一年半待て』（脚本竹山洋）演出。
2014年、東日本大震災の被災者や遺族に寄り添い3年後の姿を描いた山田太一ドラマスペシャル・中井貴一主演『時は立ちどまらない』（テレビ朝日）を演出（芸術祭大賞など受賞多数）。
2016年、前作に続いて山田太一が東日本大震災から5年後の被災者を描いた渡辺謙主演『五年目のひとり』（テレビ朝日）を演出。（第71回）文化庁芸術祭賞テレビ・ドラマ部門優秀賞、東京ドラマアウォード2017作品賞単発ドラマ部門優秀賞受賞。この作品が遺作となった。
堀川は、竹下景子、小林薫、蟹江敬三、橋爪功、市原悦子をたびたび自身の作品に起用している。
2020年3月28日、肺癌のため、神奈川県足柄下郡湯河原町の自宅で逝去。享年82歳。遺骨は東京都杉並区福相寺 (杉並区)の堀川家の墓所に納められた。

## 主な作品

### TBS時代

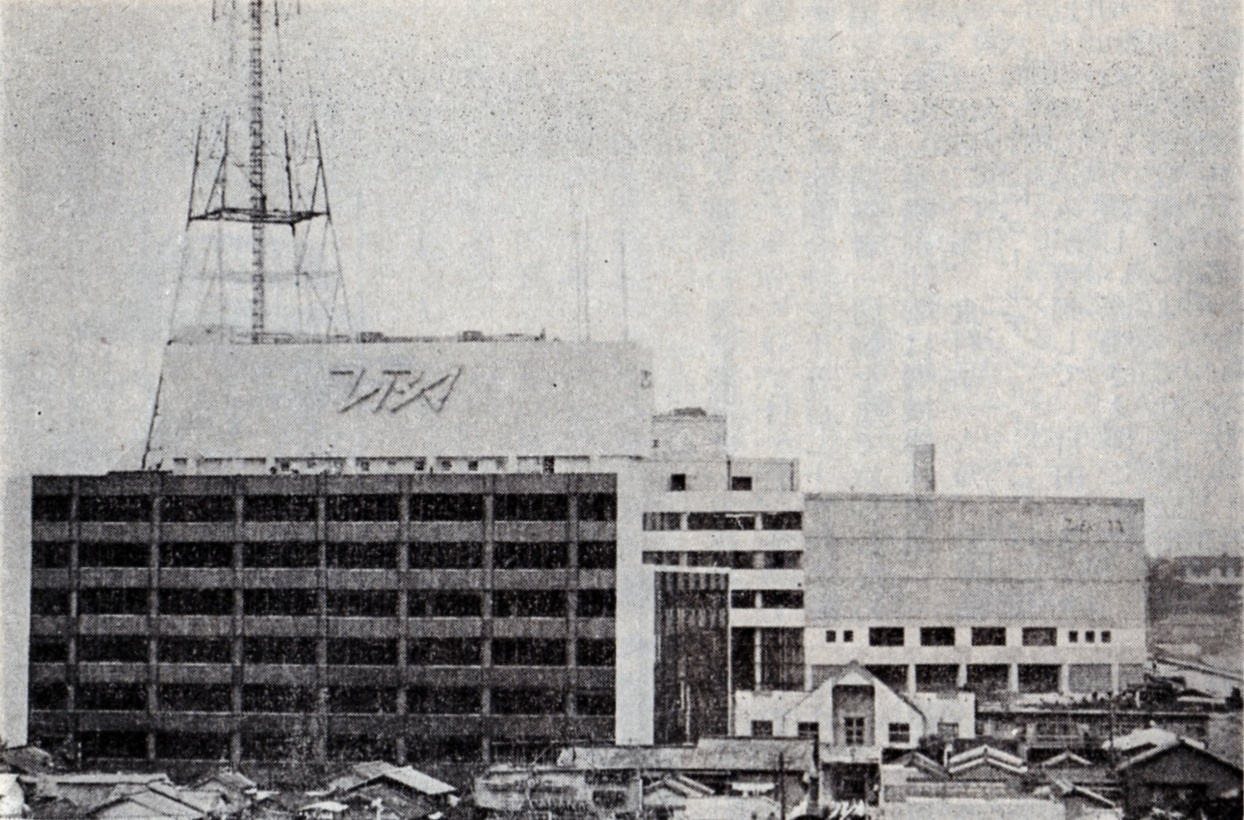
TBS「赤坂メディアビル」。堀川の入社と同じ1961年竣工。1994年まで「TBS本館」と呼ばれた。地上7階地下2階、塔屋3階。2003年まで。

#### AD時代（1961年4月、23歳。TBSへ入社）
- 加納大尉夫人（東芝日曜劇場）（1965年、出演・田村高廣、渡辺美佐子、東山千栄子、万代峰子、清水元、旗和子、西国成男。主な演出は、蟻川茂男）- アシスタントディレクター（略称：AD）

- 七人の刑事（1967年、堀川が担当した。[4]詳細は不明。番組自体は、TBS地上波で1958年〜69年の長期にわたり放送された）

#### ディレクター時代（1967年5月、30歳となる）
- ハトポッポ嫁さん（1968年、出演・林美智子、川崎敬三、片岡千恵蔵ほか）- ディレクター（略称：D）
- 妻ヲメトラバ（1969年、三橋達也、ミヤコ蝶々、緑魔子、毒蝮三太夫、いしだあゆみほか）- ディレクター
- 安ベエの海（テレビ小説）（1969年、木内みどり、有川博、初井言栄ほか）- プロデューサー助手
- あなたとジュリー（音楽番組）（1970年、沢田研二、タイガースほか）- ディレクター
- 冬の雲（1971年、田村正和、大原麗子、市原悦子、二谷英明、久我美子ほか）- ディレクター

- みかん　きんかん　夏みかん（1971年、池内淳子、児玉清、山岡久乃、黒柳徹子ほか） - ディレクター
- ひまわりの道（テレビ小説）（1971年、佐野厚子、村野武範、久米昭ほか）- ディレクター
- アンラコロの歌（テレビ小説）（1972年、泉晶子、江守徹、西田敏行ほか）- ディレクター
- 私は忘れたい（1972年、岩下志麻、藤岡弘、杉浦直樹、市原悦子、佐藤慶ほか）- ディレクター
- 愛よ、急げ（1972年、仁科明子、志垣太郎、篠田三郎）- ディレクター
- 遥かなるわが町（1973年、倍賞千恵子、芦田伸介、浦辺粂子、米倉斉加年ほか）- ディレクター
- 愛子（1973年、杉田景子、渡辺美佐子、垂水悟郎、大門正明、岡田裕介ほか）- プロデューサー
- ヨイショ（1974年、渥美清、小倉一郎、賀原夏子、松村達雄、松原智恵子ほか）- ディレクター
- あこがれ共同体（1975年、郷ひろみ、西城秀樹、桜田淳子、森本レオほか）- ディレクター
- なつかしき海の歌（1975年、吉田拓郎、浅田美代子、加山雄三、香山美子ほか）- ディレクター
- ガラスの森（1975年、田村正和、竹脇無我、酒井和歌子、紀比呂子ほか）- ディレクター
- 君の歌が聞きたい（1975年、古谷一行、小川知子、島田陽子ほか）- ディレクター
- グッドバイママ（1976年、坂口良子、平幹二朗、篠田三郎、風間杜夫、岡田裕介ほか）- プロデューサー

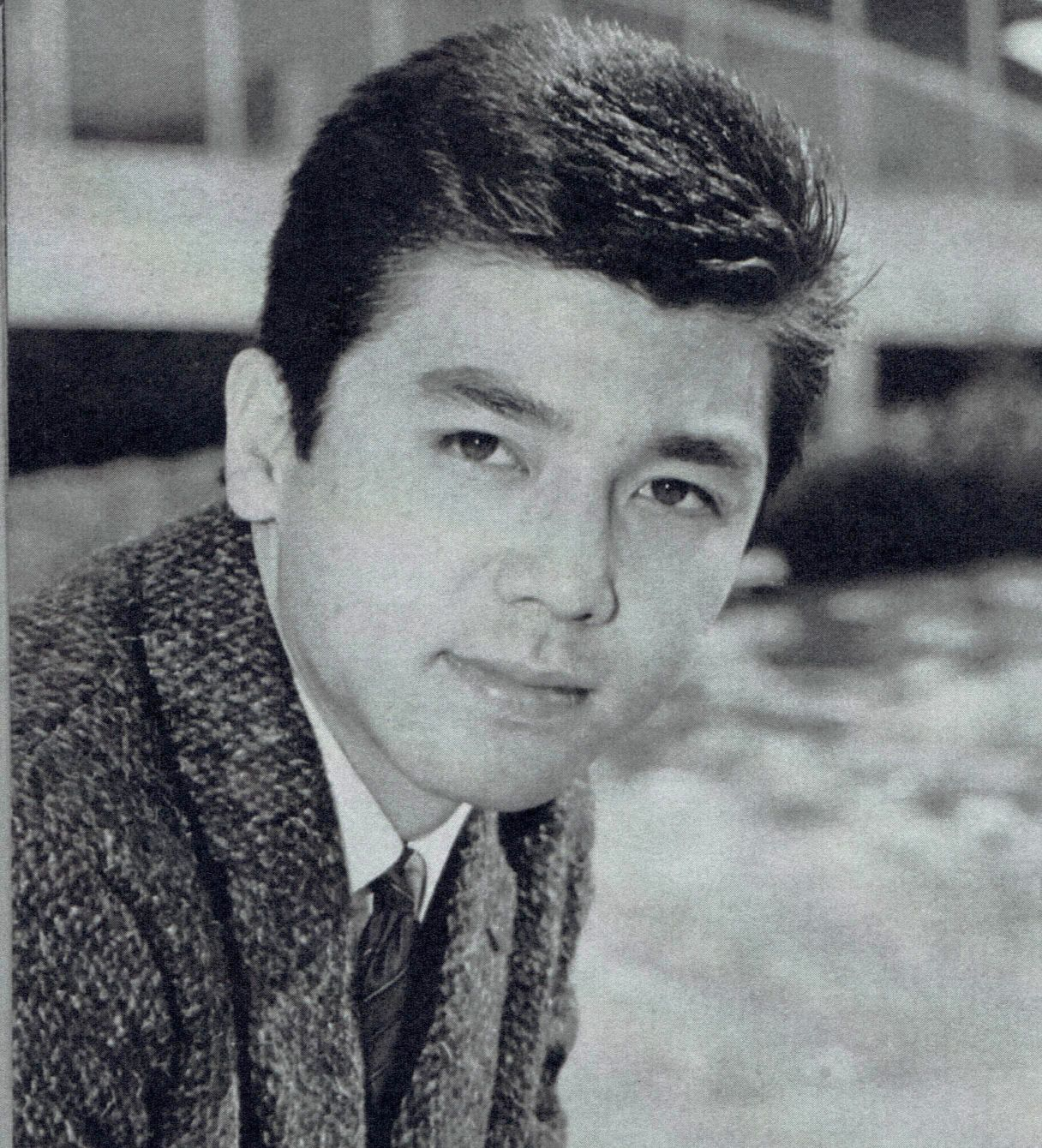
竹脇無我（俳優）。TBSドラマ『岸辺のアルバム』で、中流家庭の専業主婦・則子（八千草薫）と不倫関係になる。当時のホームドラマのタブーを破るストーリー展開である。

#### プロデューサー時代（1977年5月、40歳となる）

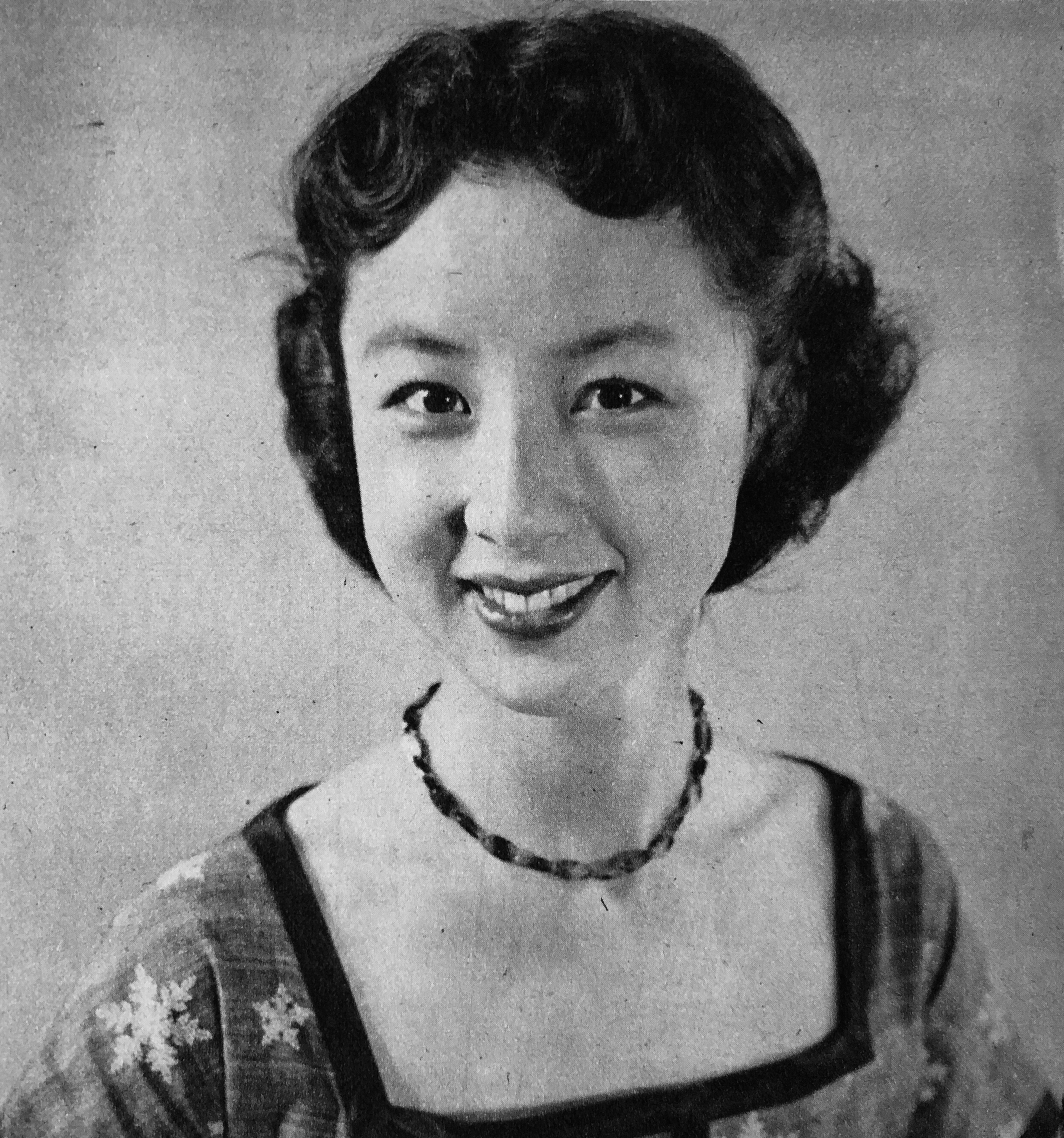
八千草薫（女優）。TBSドラマ『岸辺のアルバム』で、中流家庭の専業主婦・則子を演じる。画像は23歳当時。八千草がこの役を演じたのは42歳のときである。

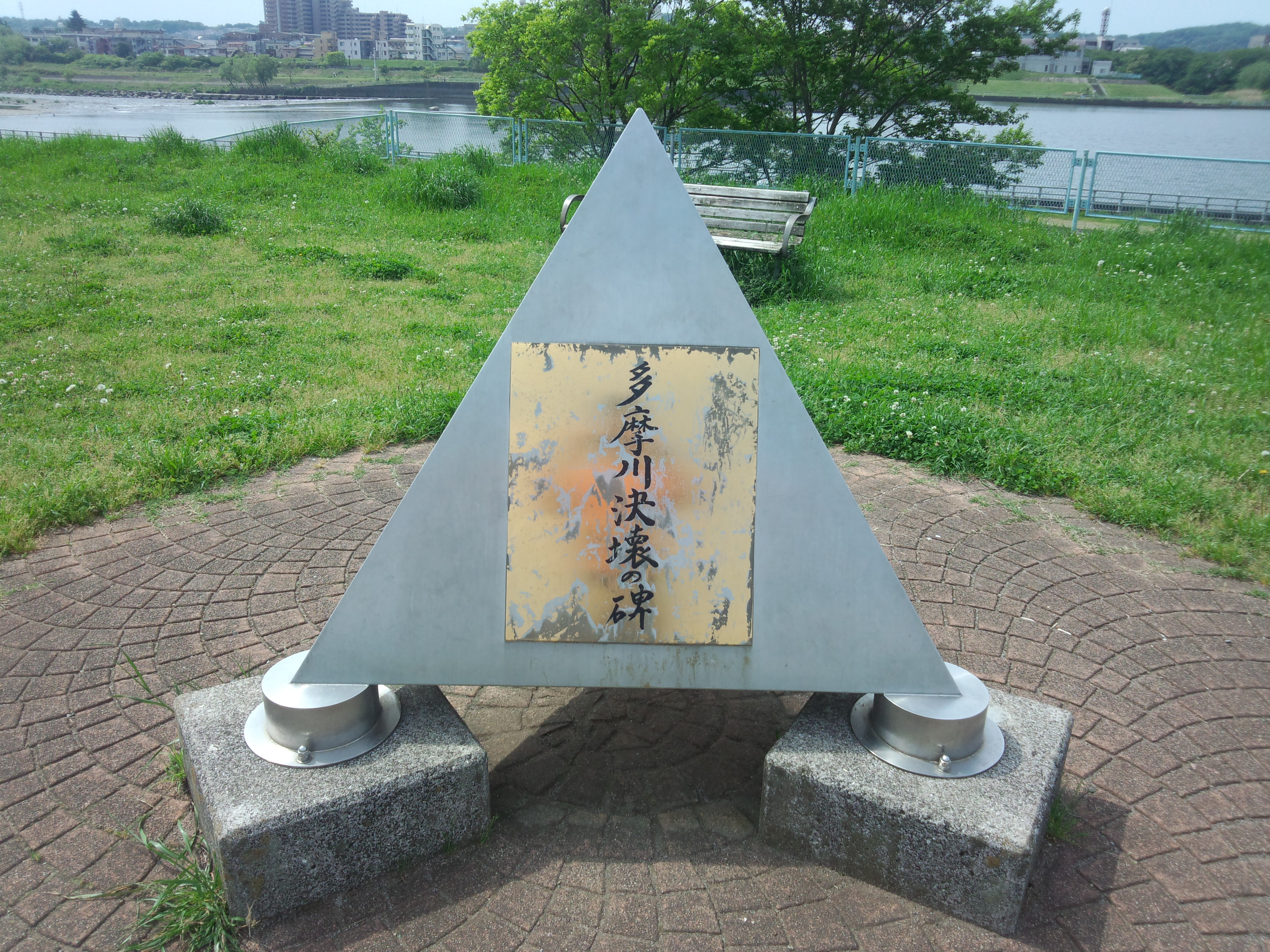
多摩川決壊の碑
（東京都狛江市）。1974年9月1日、台風による増水で堤防が決壊し、マイホームなど19戸が流された。この出来事が、『岸辺のアルバム』のモチーフとなっている。

- 岸辺のアルバム（1977年、出演・八千草薫、竹脇無我、国広富之、杉浦直樹、中田喜子） - 演出・プロデューサー（略称：P）

- 茜さんのお弁当（1981年、八千草薫、川谷拓三） - プロデューサー

「あかね弁当」という弁当屋を舞台に、夫亡き後店を切り盛りする茜と、そこで働くことになった保護観察処分を受けている不良少年たちとの交流を描く。
- 拳骨にくちづけ（1981年、大原麗子、丹波哲郎、山岡久乃、細川俊之、北詰友樹、本間優二） - プロデューサー

大原麗子扮する34歳の薫は鉄を使ったアートを作る現代彫刻家である。結婚を考え始めた彼女の前に、魅力的な2人の独身男性が現れた。
- モモ子シリーズ１ / 十二年間の嘘〜乳と蜜の流れる地よ〜（1982年）（竹下景子、佐藤慶、岩崎加根子、根岸季衣、蟹江敬三、小野武彦、大門正明、坂口芳貞ほか）- 演出・プロデューサー
- 松本清張のゼロの焦点（1983年） - プロデューサー
- 昭和四十六年 大久保清の犯罪（1983年） - 制作
- モモ子シリーズ2/ 聖母モモ子の受難（1983年、竹下景子、柄本明、根岸季衣、蟹江敬三、橋爪功、初井言榮、ケーシー高峰、広田レオナ、小野武彦、角野卓造ほか） - 演出・プロデューサー
- 私を深く埋めて（1984年） - ディレクター、演出、プロデューサー
- モモ子シリーズ3 / スキャンダル黙示録（1985年、竹下景子、柄本明、柳沢慎吾、根岸季衣、五代高之、鈴木光枝、高岡健二、蟹江敬三、橋爪功、小野武彦、萩原流ほか） - 演出・プロデューサー

「ソープランド」に改称した直後の放送で、冒頭にトルコ風呂の看板を付け替えるシーンがある。
- 受胎の森（1985年） - プロデューサー
- モモ子シリーズ4 / グッバイ・ソープガール（1986年、竹下景子、かとうかず子、大和田獏、本間優二、轟二郎、三浦浩一、小野武彦、蟹江敬三、佐藤慶ほか） - 演出・プロデューサー
- モモ子シリーズ5 / サザエロード巡礼（1987年、竹下景子、根岸季衣、段田安則、三浦浩一、橋爪功、蟹江敬三ほか） - 演出・プロデューサー
- 魔夏少女（1987年） - 製作
- 松田聖子のスイートメモリーズ（1987年） - プロデューサー
- ジャンプ（1988年） - 演出・プロデューサー
- 帰っていいのよ、今夜も（1988年） - 演出
- スティル・ライフ（1989年） - 演出
- モモ子シリーズ6 / 芸者モモ子の復活（1989年、竹下景子、平田満、橋爪功、根岸季衣、いしのようこほか） - 演出・プロデューサー
- モモ子シリーズ7 / モモ子の罪と罰　恋追いかけて信州路（1990年、竹下景子、風間トオル、佐藤慶、原知佐子ほか） - 演出・プロデューサー
- 松本清張作家活動40年記念・西郷札（1991年） - プロデューサー
- 丘の上の向日葵（1993年） - プロデューサー
- 松本清張一周忌特別企画・或る『小倉日記』伝（1993年） - 演出・プロデューサー
- ボクの就職（1994年） - プロデューサー
- 松本清張特別企画・父系の指（1995年） - 演出・プロデューサー通称「ビッグハット」。1994年竣工のTBS放送センター。

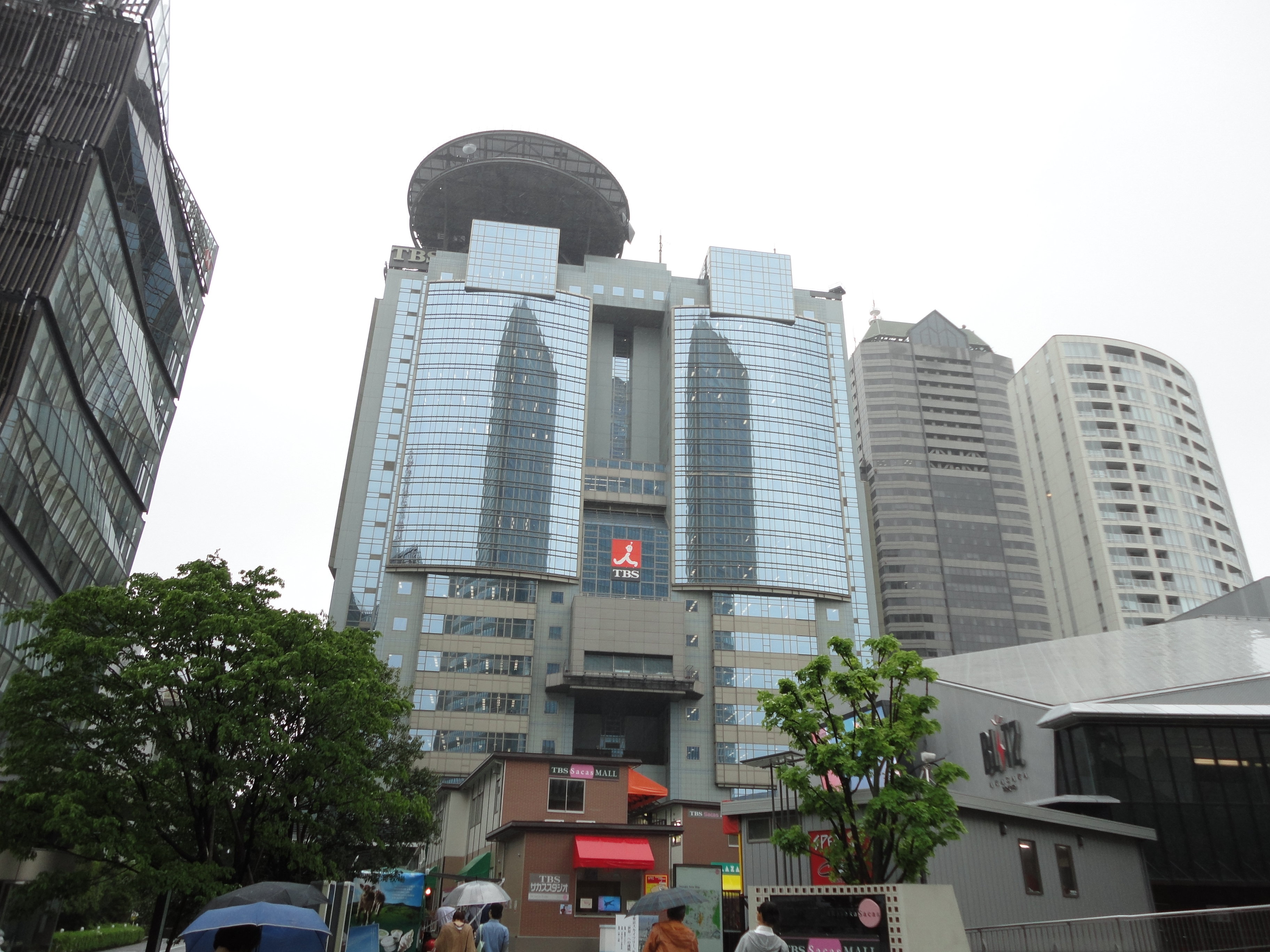
通称「ビッグハット」。1994年竣工のTBS放送センター。

- きのうの敵は今日も敵（1995年） - プロデューサー
- 東京卒業（1996年） - 演出・プロデューサー
- モモ子シリーズ8 / 最後の審判　あのソープ嬢が欲と利権の老人ホームで巨悪を相手に大暴れ!（1997年、竹下景子、柄本明、根岸季衣、岡本麗、佐藤慶ほか） - 演出・プロデューサー
- 職員室（1997年、浅野温子、仲村トオル、野際陽子） - 演出・プロデューサー

女教師が、中学校の職員室に潜む教師同士の軋轢や生徒のいじめ問題など、教育現場を蝕むさまざまな現実に挑む。

### TBS退職後

#### 監督・演出家時代（1998年、60歳。定年退職）
- 29歳の憂うつ パラダイスサーティー（2000年、テレビ朝日、出演・石田ひかり、清水美砂、村井克行） - 演出・プロデューサー：堀川とんこう

テレビ朝日系列の土曜ナイトドラマで放送された日本のテレビドラマ。原作は乃南アサの小説「パラダイス・サーティー」。ドランスジェンダーつまり性同一性障害を題材としている。
- 長崎ぶらぶら節（2001年、テレビ朝日、出演・市原悦子、藤竜也、宮沢りえ、金子賢、萬田久子） - 脚本：竹山洋、演出：堀川とんこう

なかにし礼の直木賞受賞作『長崎ぶらぶら節』が原作。
- 千年の恋 ひかる源氏物語（映画） (2001年、配給東映) - 脚本：早坂暁、演出：堀川とんこう

光源氏という男役に扮した天海祐希と、紫の上を演じる常盤貴子とが話題となった。出演者らの衣装や映像技術にも高い評価を得た。興行収入21億円。2002年度の日本映画では、トップテンの6位に入る。
- 女と男と物語　PART:II（Episode 2）結婚願望（2003年、ABCテレビ、出演・高橋和也、板谷由夏） - 演出：堀川とんこう

突然、薫が電話で別れ話を切り出してきた。フリーのデザイナーになったばかりの薫にとって、今は結婚を考えられない。裕輔は早く結婚したがっている。薫には、そんな裕輔が苦痛で重荷だった。
- 女将になります!（2003年、NHK、出演・酒井法子、高橋恵子） - 演出：堀川とんこう

どんな事にも満足できない元OLが「旅館の女将」を目指し修行中？　長所は「体力」、短所は「お節介」。実際に存在する、女将養成学校……。
- やがて来る日のために（2005年、フジテレビ、主演・市原悦子、星野真理、井川比佐志、堺雅人、上野樹里）- 演出：堀川とんこう

花山美代（市原悦子）は、訪問看護師として、死を間近に意識した患者たちの自宅療養を支えている。一度倒れて以来、妻が口をきいてくれなく……。
- 祖国（2005年、WOWOW、出演・上川隆也、マコ岩松、木村佳乃、森口瑤子、高橋マリ子、谷村美月、吹越満、南田洋子）- 原作・脚本：山田洋次、監督：堀川とんこう

出張で、ある南の島を訪れた商社マン・小野寺（上川隆也）が出会った現地人パイロット・レオ（マコ岩松）。3ヵ月後、小野寺を訪ねて来日したレオは能登へ行くと言い残し姿を消す。彼の真実の姿は……。
- 李香蘭（2007年、テレビ東京、出演・上戸彩、菊川怜、橋爪功） - 監督：堀川とんこう

彼女の名は「李香蘭」。日本人・山口淑子として生まれたが中国で育ち、中国人女優・歌手の李香蘭として活躍した。……
- 恋せども、愛せども（2007年、WOWOW、出演・長谷川京子、岸恵子、京野ことみ、池内博之、檀ふみ）- 監督：堀川とんこう

石橋を叩き割るほど慎重な姉・雪緒(長谷川京子)と、自由奔放な妹(京野ことみ)。祖母・音羽(岸恵子)は、母・篠(壇ふみ)とともに金沢で小料理屋を営む。実はこの4人誰一人として血が繋がっていない……。
- いじわるばあさん1- 第1話「意地悪は愛の始まり」（2009年、フジテレビ、出演・市原悦子、内藤剛志、宮崎美子、小日向文世、石井めぐみ、 蟹江敬三）脚本：竹山洋、演出：堀川とんこう

市原悦子主演の『いじわるばあさん』は、2009年から2011年に、フジテレビ系「金曜プレステージ」枠で、毎年1作ずつ、3作が放送された。それぞれ3話、2話、2話で構成。
- 一応の推定（2009年、WOWOW、主演・柄本明、平岡祐太、酒井美紀、美保純、ベンガル、鶴田忍、白川和子、上田耕一）- 脚本：竹山洋、演出：堀川とんこう

老人の死は本当に自殺だったのか？　定年間近の保険調査員（柄本明）が解き明かす、老人の死の背後に隠された驚愕の事実とは？　老人には、移植手術が必要な心臓病を患う孫娘がいた。
- いじわるばあさん2 - 第2話「意地悪できるのが幸せなのさ」（2010年、フジテレビ、出演・市原悦子、高畑淳子、小山侑紀、中丸新将、三輝みきこ） - 脚本：竹山洋、演出：堀川とんこう

- 開局10周年記念ドラマ・松本清張特別企画『一年半待て』（2010年12月、BS-TBS、出演・夏川結衣、市原悦子、清水美沙、西岡徳馬、久世星佳、金子昇、原絵里ほか）- 脚本：竹山洋、演出：堀川とんこう

生命保険の勧誘員 須村さと子は、夫殺しで自首した。1年半後、さと子には執行猶予の判決が下る。さと子の恋人 岡村は、プロポーズのしたときに、彼女から、「1年半待って」と言われたことを思い出した。
- いじわるばあさん3 - 第2話「こんにちはモンスター」（2011年、フジテレビ、主演・市原悦子） - 脚本：井上由美子、演出：堀川とんこう

- 時は立ちどまらない（2014年、テレビ朝日、出演・中井貴一、樋口可南子、 黒木メイサ、吉行和子、柳葉敏郎、橋爪功、岸本加世子、倍賞美津子、渡辺大、神木隆之介）- 脚本：山田太一、演出：堀川とんこう

子供同士の結婚で一緒になるはずの2組の家族を、東日本大震災の津波が襲った。西郷家は被害を免れ、浜口家は津波で家と家族を失う。2組の家族の運命の歯車が大きく狂い始める。
- 五年目のひとり（2016年、テレビ朝日、出演・渡辺謙、高橋克実、木村多江、柳葉敏郎、板谷由夏、西畑大吾、蒔田彩珠、山田優、市原悦子）- 作：山田太一、演出：堀川とんこう

パン屋で働く中年 木崎秀次（渡辺謙）は、東日本大震災の大津波で家族8人を1度に失った。あることで木崎と顔見知りになった中学生の美松永亜は、その木崎の過去を知りまだ癒えぬその心の傷に触れていく。

## 著書
- 『今夜も、ばれ飯』1995年、平凡社（サブタイトル：テレビのことば　ドラマの風景）
- 『ずっとドラマを作ってきた』1998年、新潮社

## 関連項目

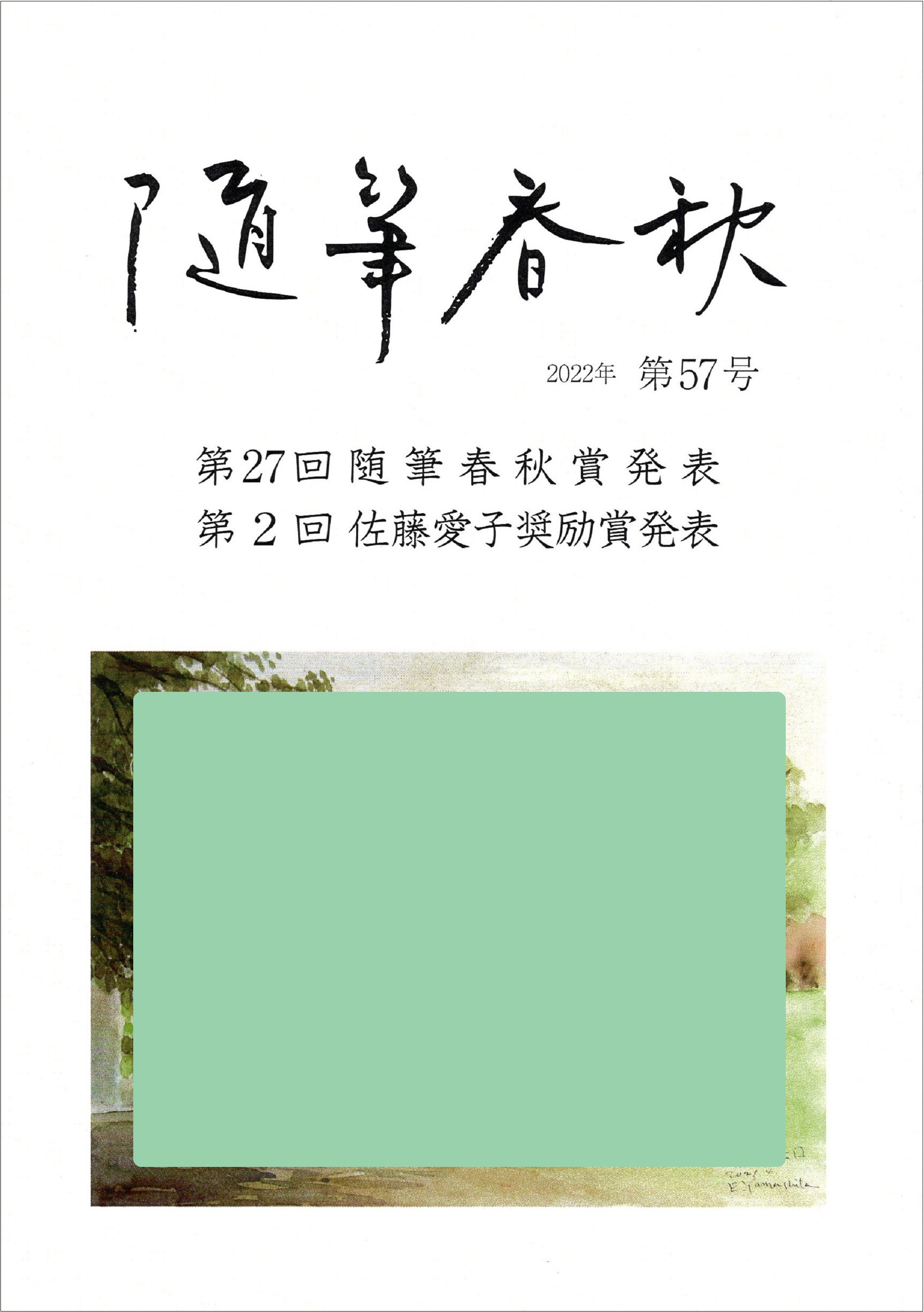
随筆春秋第57号（2022年3月）